# Alloteratura triloba
Alloteratura triloba är en insektsart som först beskrevs av Heinrich Hugo Karny 1926.  Alloteratura triloba ingår i släktet Alloteratura och familjen vårtbitare. Inga underarter finns listade i Catalogue of Life.